# Predrag Bjelac
Predrag Bjelac (Beograd, 30. lipnja 1962.) je srbijanski glumac. 
Najpoznatija mu je uloga u filmu Harry Potter i Plameni pehar u kojem je glumio Igora Karkaroffa. 
Trenutno živi u Češkoj sa suprugom Katarinom i kćerima Unom i Tarom. Uspješan je glumac i interpretator.